# Musical.ly
Musical.ly va ser una aplicació mòbil i xarxa social per crear vídeos, enviar missatges i retransmetre en directe.
Creada per Alex Zhu i Luyu Yang, el primer prototip de l'aplicació es va llançar el 14 d'abril de 2014, i la versió oficial es va llançar l'agost d'aquell any. A través de l'app, els usuaris podien enregistrar vídeos de 15 segons, escollint cançons per acompanyar-los i fent servir diverses opcions de velocitat, filtres i efectes.

## Història
Creada per dos amics de fa molts anys, Alex Zhu i Luyu Yang. Abans de llançar Musical.ly, Zhu i Yang s'ajuntaren per a desenvolupar una aplicació mòbil de servei de xarxa social educativa, a través de la qual els usuaris podien tant ensenyar com aprendre diferents matèries amb vídeos curts de tres a cinc minuts de durada. Després de tenir inversors, tardaren sis mesos a fer el producte. Així i tot, una vegada llançat el producte, aquesta plataforma d'autoaprenentatge no va tindre prou èxit perquè no enganxava prou. Amb part dels diners sobrants de la inversió inicial, Zhu i Yang començaren a cercar noves idees.
El juliol de 2016, musical.ly tenia més de 90 milions d'usuaris registrats i una mitjana de 12 milions de vídeos nous per dia. La seu de musical.ly es troba a Xangai, Xina, i té oficines a San Francisco, Califòrnia. El 24 de juliol de 2016, durant la VidCon, musical.ly va llançar oficialment live.ly, una nova plataforma de live streaming.
L'agost de 2018, l'aplicació Musical.ly es va integrar amb TikTok.